# Châu Sơn, Quỳnh Phụ
Châu Sơn là một xã thuộc huyện Quỳnh Phụ, tỉnh Thái Bình, Việt Nam.
Tên của xã được ghép từ tên của hai xã cũ là Quỳnh Châu và Quỳnh Sơn.

## Địa lý
Xã Châu Sơn nằm ở phía tây nam huyện Quỳnh Phụ, có vị trí địa lý:
- Phía đông giáp xã Quỳnh Hồng và xã Quỳnh Mỹ
- Phía tây giáp huyện Hưng Hà
- Phía nam giáp xã Quỳnh Nguyên
- Phía bắc giáp các xã Quỳnh Giao, Quỳnh Khê và Quỳnh Ngọc.

Xã Châu Sơn có diện tích 8,02 km², dân số năm 2019 là 8.338 người, mật độ dân số đạt 1.040 người/km².

## Lịch sử
Địa bàn xã Châu Sơn hiện nay trước đây vốn là hai xã Quỳnh Châu và Quỳnh Sơn thuộc huyện Quỳnh Phụ.
Xã Quỳnh Châu được thành lập vào ngày 2 tháng 12 năm 1955 trên cơ sở sáp nhập xóm Duyên Tề của xã Bắc Sơn (huyện Tiên Hưng) và ba thôn Khả Lang, Mỹ Xá và Lê Hoàng của xã Tây Sơn (huyện Quỳnh Côi).
Trước khi sáp nhập, xã Quỳnh Sơn có diện tích 4,99 km², dân số là 4.970 người, mật độ dân số đạt 996 người/km². Xã Quỳnh Châu có diện tích 3,03 km², dân số là 3.368 người, mật độ dân số đạt 1.112 người/km².
Ngày 11 tháng 2 năm 2020, Ủy ban Thường vụ Quốc hội ban hành Nghị quyết số 892/NQ-UBTVQH14 về việc sắp xếp các đơn vị hành chính cấp xã thuộc tỉnh Thái Bình (nghị quyết có hiệu lực từ ngày 1 tháng 3 năm 2020). Theo đó, sáp nhập toàn bộ diện tích và dân số của hai xã Quỳnh Châu và Quỳnh Sơn thành xã Châu Sơn.

## Di tích
Địa bàn xã xưa từng là nơi diễn ra trận đánh Lục Đầu Giang chiến lược trong cuộc kháng chiến chống Tống lần thứ nhất. Do vậy hiện còn đền thờ Vua Lê Đại Hành ở đây.